# Niky (travhäst)
Niky, född 2 februari 2001, är en fransk varmblodig travhäst. Han tränades av Laurent-Claude Abrivard och kördes oftast av Abrivard själv eller Jean-Michel Bazire.
Han började tävla i oktober 2003 och inledde med en seger. Han sprang under sin karriär in 871 540 euro på 82 starter, varav 11 segrar, 4 andraplats och 8 tredjeplats. Han tog tog karriärens största seger i Grand Prix du Sud-Ouest (2007).
Niky vann även Prix Timoko (2003), Prix Emmanuel Margouty (2003), Prix Maurice de Gheest (2004), Prix Éphrem Houel (2005), Prix de Belgique (2007) och Prix du Bois de Vincennes (2008). Han kom även på andraplats i Prix Paul-Viel (2004), Prix Albert-Viel (2004), Prix du Bourbonnais (2006) och på tredjeplats i Prix de Berlin (2004), Critérium Continental (2005), Prix Roederer (2006), Prix Ovide Moulinet (2006), Prix de Paris (2007, 2008), Prix de Belgique (2008) och Prix Medusa (2009).

## Statistik
| Statistik för Niky (Ref.) | Statistik för Niky (Ref.) | Statistik för Niky (Ref.) | Statistik för Niky (Ref.) | Statistik för Niky (Ref.) | Statistik för Niky (Ref.) |
| ------------------------- | ------------------------- | ------------------------- | ------------------------- | ------------------------- | ------------------------- |
| Starter                   | Placeringar               | Startprissumma            | Segerprocent              | Platsprocent              | Rekord                    |
| 82                        | 11-4-8                    | 871 540 euro              | 13 %                      | 28 %                      | 1.10,8ak,                 |

### Större segrar
| År   | Lopp                      | Kusk                    | Vinstbelopp | Grupp   |
| ---- | ------------------------- | ----------------------- | ----------- | ------- |
| 2003 | Prix Emmanuel Margouty    | Jean-Michel Bazire      | 50 000 EUR  | Grupp 2 |
| 2004 | Prix Maurice de Gheest    | Jean-Michel Bazire      | 50 000 EUR  | Grupp 2 |
| 2005 | Prix Éphrem Houel         | Jean-Michel Bazire      | 50 000 EUR  | Grupp 2 |
| 2007 | Prix de Belgique          | Bernard Piton           | 50 000 EUR  | Grupp 2 |
| 2007 | Grand Prix du Sud-Ouest   | Laurent-Claude Abrivard | 80 000 EUR  | Grupp 2 |
| 2008 | Prix du Bois de Vincennes | Bernard Piton           | 55 000 EUR  | Grupp 2 |